# Chimoio
Chimoio (u kolonijalno vrijeme Vila Pery) grad je u kontinentalnom Mozambiku, u takozvanom koridoru Beira. Sjedište je pokrajine Manica. Leži na 700 mnm, 90-ak km istočno od granice sa Zimbabveom, blizu planine Binga, s 2436 mnm najviše planine Mozambika. Okružen je tropskom šumom koja je dom brojnim vrstama primata kao i antilopama te drugim divljim životinjama. Za vrijeme portugalske vladavine Chimoio se razvio u poljoprivredno i tekstilno središte. Status grada ima od 1969., a današnje ime nosi od 1975. godine.
Kroz grad prolazi željeznička pruga koja povezuje luku Beiru i Harare, glavni grad Zimbabvea. Južno od grada je zračna luka. Područje je dom velikom broju zimbabveanskih izbjeglica, koji su tu doselili početkom 21. stoljeća zbog političkog i gospodarskog stanja u domovini.
Glavna turistička atrakcija je Monte Bênto (Cabeça do Velho), veliki kamen u obliku ljudske glave.
Chimoio je 2007. imao 237.497 stanovnika, čime je bio peti po veličini grad Mozambika. U naglo rastućoj populaciji poseban je problem AIDS, a broj zaraženih virusom HIV-a u koridoru Beira procjenjuje se na čak 25%.